# وكالة الاتحاد الأوروبي للجوء
وكالة الاتحاد الأوروبي للجوء (بالإنجليزية: European Union Agency for Asylum)‏ المعروفة اختصاراً بـ EUAA هي وكالة تم إنشاؤها بموجب التنظيم رقم 439/2010 في منطقة الحرية والأمن والعدالة لزيادة تعاون الدول الأعضاء في الاتحاد الأوروبي بشأن اللجوء، وتحسين تنفيذ نظام اللجوء الأوروبي المشترك ودعم الدول الأعضاء الواقعة تحت الضغط.

## التاريخ
في عام 2008، اقترحت المفوضية الأوروبية إنشاء مكتب دعم اللجوء الأوروبي لتعزيز التعاون بين الدول الأعضاء في إدارة طلبات اللجوء.
وافق وزراء الهجرة في الاتحاد الأوروبي في مالطا في عام 2010 على أن يكون مقر المكتب في مالطا، بعد مناقشات حول استمرار الهجرة غير الشرعية للمهاجرين غير الشرعيين، ومعظمهم من القرن الأفريقي، الذين يصلون إلى أوروبا بعد المرور عبر ليبيا. في 30 نوفمبر في بروكسل ضمن مجلس العدل والشؤون الداخلية تم انتخاب مالطا رسميًا لاستضافة المنظمة، وفازت على المرشحين قبرص وبلغاريا.
دخلت تنظيم مكتب دعم اللجوء الأوروبي حيز التنفيذ في 19 يونيو 2010 ودخلت حيز التشغيل الكامل في 1 فبراير 2011.
في أبريل 2015 أعاد القادة الأوروبيين النظر في سياساتهم المتعلقة بالسيطرة على الحدود والتعامل مع المهاجرين. في 20 أبريل اقترحت المفوضية الأوروبية خطة من 10 نقاط شملت مشاركة مكتب دعم اللجوء الأوروبي في عملية مساعدة طالبي اللجوء وجمع المعلومات حول عمليات التهريب.
بعد تدفق المهاجرين غير المسبوق، اقترح مكتب دعم اللجوء الأوروبي في عام 2015 برنامج إعادة التوطين الذي تم الاتفاق عليه لدعم الدول الأعضاء في الخطوط الأمامية كإيطاليا واليونان، والتان كانتا تحت الضغط.
في أبريل 2016، اقترحت المفوضية الأوروبية تحويل مكتب دعم اللجوء الأوروبي إلى وكالة خاصة بالجوء تتبع الاتحاد الأوروبي.
واعتباراً من 19 يناير 2022، تبنى مكتب دعم اللجوء الأوروبي تفويضًا معززًا ليصبح وكالة الاتحاد الأوروبي للجوء (EUAA).